# FC Villefranche
Câu lạc bộ bóng đá Villefranche-Beaujolais là một câu lạc bộ bóng đá Pháp được thành lập vào năm 1927. Đội có trụ sở tại Villefranche-sur-Saône, Rhône-Alpes và chơi tại Stade Armand Chouffet trong thị trấn. Cấp độ chơi cao nhất của họ là giải hạng hai của bóng đá Pháp.

## Lịch sử
Câu lạc bộ bóng đá Villefranche-Beaujolais được thành lập vào năm 1927, từ bộ phận bóng đá của câu lạc bộ thể thao Cercle Sportif de Villefranche. Hậu tố Beaujolais của tên đã được áp dụng vào năm 1985, câu lạc bộ trước đây được gọi là Câu lạc bộ bóng đá Villefranche.
Câu lạc bộ ra mắt trong cấu trúc giải đấu quốc gia vào năm 1953 khi các nhà vô địch của khu vực Lyonnais của Division d'Honneur họ thăng hạng lên Division Nationale, giải bóng đá nghiệp dư cao nhất. Đội duy trì thi đấu ở đây trong năm mùa, sau đó xuống hạng năm 1958. Việc thăng hạng lên Division Nationale năm 1966 sẽ theo sau khi đội là nhà vô địch khu vực Lyonnaise. Đội xuống hạng năm 1969.
Vào năm 1970, câu lạc bộ đã được tiếp cận với Division Nationale lần thứ ba. Bằng cách duy trì thi đấu thành công trong giải đâu`, câu lạc bộ đã trở thành một phần của tầng thứ ba của bóng đá Pháp khi FFF tổ chức lại các giải đấu vào cuối mùa 1970-71, tham gia mùa giải đầu tiên của Phân khu 3 năm 1971. Họ vẫn ở giải đấu đó cho đến khi xuống hạng giải đấu khu vực năm 1976.
FC Villefranche là thành viên sáng lập vào năm 1978 khi FFF thành lập giải hạng tư cho giải đấu quốc gia, đã hoàn thành vị trí thứ 6 trong Division d'Honneur mùa trước. Đội duy trì mức này cho mùa giải với vị trí thứ 11. Kết thúc mùa giải ở vị trí thứ ba vào năm 1979-80, thăng hạng lên Phân khu 3. Năm 1983, đội được thăng hạng Division 2 mặc dù kết thúc ở vị trí thứ 3 khi hai đội xếp hạng cao hơn không đủ điều kiện để thăng hạng.
Câu lạc bộ chỉ ở lại một mùa ở Division 2, kết thúc vị trí cuối bảng A và bị rớt hạng trở lại Division 3. Họ vẫn ở đó cho đến khi kết thúc bảng của họ vào năm 1988, và năm 1989 phải chịu một lần xuống hạng thứ hai trở lại giải đấu khu vực.
Năm 1993, FFF đã thành lập giải hạng năm, và câu lạc bộ đã đảm bảo một vị trí trong National 3 mới với tư cách là nhà vô địch của Division Honneur (nay là khu vực Rhône-Alpes, sau khi tái cấu trúc nội bộ các giải đấu khu vực Pháp). Sau khi kết thúc ở vị trí thứ tư trong bảng của họ vào năm 1994, đội thăng hạng vào năm 1995 bằng cách hoàn thành ở vị trí thứ hai trong bảng của họ. Câu lạc bộ đã hoàn thành ba mùa kết thúc giữa bảng trước khi bị xuống hạng vào năm 2000 và 2001.
Là nhà vô địch của Division d'Honneur năm 2004, đội đã thăng hạng lên CFA2. Năm 2008, đội đã chiến thắng bảng của mình và được thăng lên tầng thứ tư, CFA. Phần còn lại ở giải đấu này cho đến khi thành công trong việc thăng hạng lên Championnat National với tư cách là người chiến thắng của bảng của họ trong mùa giải 2017-18.

## liên kết ngoài
- Trang web chính thức